# Dinastía tahirí
Los tahiríes o tahíridas fueron una dinastía que gobernó el Jorasán de 820 a 872.
En el siglo IX el conflicto que enfrentó al califa Al-Amín con su hermano Al-Mâ’mûn provocó el debilitamiento del Califato abbasí en el que también se hallaban enfrentados los árabes y los iraníes. Estos últimos querían obtener una autonomía política: en 821, el califa Al-Mâ’mûn concedió el estatuto de gobernador de Jorasán en el general persa Tâhir ibn Husayn, uno de sus lugartenientes, mientras que, él mismo, representaba a su padre Harún al-Rashid en esta región. Esta decisión supuso el desmembramiento del imperio y los tahiríes fueron considerados como los primeros instauradores de un Estado independiente en Irán tras la conquista árabe lograda en 642.
Tâhir y sus descendientes reinaron en una gran parte del Irán y mantuvieron su independencia frente a los califas de Bagdad aunque no renegaban, por lo menos oficialmente, de su fidelidad a estos últimos. Tâhir fue el primero que olvidó el nombre del califa en las plegarias del viernes en Nishapur en 822, por lo que fue envenenado. Los califas, sin el poder necesario para gobernar directamente la región, se vieron obligados a confirmar a los descendientes de Tâhir en sus cargos sin poder interferir en sus decisiones.
Los tahiríes llevaron a cabo importantes reformas administrativas y favorecieron a los agricultores. Se esforzaron por mantener la paz y ganarse la confianza del pueblo. Asimismo, en esa época, el persa fue considerado la lengua oficial de la corte.
Los tahiríes, para afianzar su poder y, tal vez, para respetar su fidelidad a los califas de Bagdad, acallaron algunos movimientos independentistas como el de Babak Khorramdin o el de Maziar, lo que les perjudicó enormemente frente a una gran parte del pueblo y preparó el terreno para el advenimiento de los saffaríes.

## Lista de los soberanos tahiríes
- Tâhir I (820-822)
- Talha (822-828)
- Abd Alah (828-844)
- Tahir II (844-862)
- Muhámmad (862-872)